# Dahlia Duhaney
Dahlia Duhaney (20 de julho de 1970) é uma ex-velocista jamaicana, especialista nos 100 m e 200 m rasos. Foi campeã mundial do revezamento 4x100 m no Campeonato Mundial de Atletismo de 1991, em  Tóquio, e campeão pan-americana na mesma prova em Havana 1991.